# Jon Schaffer
John Schaffer (Franklin, 15 marzo 1968) è un cantante e chitarrista statunitense.
È il fondatore ed unico membro originario rimasto della band heavy metal Iced Earth.

## Biografia
All'età di 14 anni Jon ebbe la sua prima chitarra ed iniziò a scrivere canzoni e nel 1985 fondò i Purgatory che cambiarono presto nome in Iced Earth. È l'unico membro rimanente della prima formazione del gruppo originario ed è l'autore della maggior parte dei testi del gruppo. Schaffer ha inoltre partecipato al progetto musicale dei Demons & Wizards come chitarrista ed autore insieme al frontman dei Blind Guardian, Hansi Kürsch. Oltre ad aver avuto un suo progetto solista chiamato Sons of Liberty, con cui ha rilasciato un album in studio (Brush-fires of the Mind) tramite la Century Media Records e un EP intitolato Spirit of the Times.
È stato condannato il 29 ottobre 2024 a tre anni di libertà vigilata come conseguenza della sua partecipazione all'assalto a Capitol Hill.